# Branko Mamula
Branko Mamula (Vrginmost, 30 maggio 1921 – Teodo, 19 ottobre 2021) è stato un ammiraglio e politico jugoslavo che partecipò alla guerriglia partigiana jugoslava di Tito durante la Seconda guerra mondiale. Fu in seguito ministro della difesa della Repubblica Socialista Federale di Jugoslavia dal 1982 al 1988.

## Biografia
Mamula nacque da una famiglia di etnia serba. Nel 1940 entrò nel Partito Comunista di Jugoslavia e all'inizio della seconda guerra mondiale in Jugoslavia entrò a far parte dell'Esercito Popolare di Liberazione della Jugoslavia. Durante la guerra fu messo al comando di diverse unità partigiane, scalando i vertici dell'esercito popolare di liberazione. Prima di divenire ministro della difesa della Jugoslavia aveva detenuto il rango di Ammiraglio della Marina jugoslava ed era stato dal 1979 al 1982 capo dello stato maggiore generale dell'Armata Popolare Jugoslava. Dopo essere diventato ministro della difesa della Jugoslavia nel 1983 fu promosso ad Ammiraglio della flotta. Ha vissuto ad Abbazia in Croazia fino al 1991. Dal 2007 risiedette a Teodo, in Montenegro, dove scomparve all'età di 100 anni per complicazioni da COVID-19.